# Cefu Yuangui
Cefu Yuangui (en chino tradicional, 冊府元龜; en chino simplificado, 册府元龟; pinyin, Cèfǔ Yuangui; literalmente, ‘libro prefectural de la primera tortuga’) fue la más grande leishu (enciclopedia china) compilada durante la dinastía Song (960-1279 dC). Fue el último de los Cuatro grandes libros de Song, las tres enciclopedias anteriores se publicaron en el siglo X.
Los títulos en inglés de esta enciclopedia son:
- Tortuga prima de la oficina de registro,[1]
- El espejo mágico en el Palacio de los Libros,[2]
- Palacio de archivos como el Gran Oráculo ,[3]
- Prefacio General de Ministros exteriores,[4]
- Modelos excepcionales del almacén de la literatura,[5] y
- Modelos de los archivos .[6]

La enciclopedia fue originalmente llamada Registros de las relaciones de monarcas y funcionarios en las pasadas dinastías, pero más tarde fue renombrada como Yuangui, es decir, el hueso oracular sobre caparazones de tortuga, y Cefu, el almacén de la literatura imperial. El trabajo se inició en 1005 y terminó en 1013 por Wang Qinruo y muchos otros estudiosos. Fue uno de los cuatro libros que fueron divididos en 1.000 volúmenes. Era casi dos veces mayor que las Lecturas imperiales de la Era Taiping y se clasificó en segundo lugar en los 'colecciones Siku Quanshu'. Consistía en unas 9,4 millones de palabras (o caracteres chinos), con todo lo relacionado "con la administración del imperio, la burocracia y la familia imperial", que incluían muchos ensayos políticos, biografías de gobernantes y súbditos, memorandums y decretos.